# Wincenty Bąkiewicz
Wincenty Adam Emil Bąkiewicz (15 kwietnia 1897 w Gieraszowicach, zm. 2 stycznia 1974 w Londynie) – żołnierz armii rosyjskiej, oficer Wojska Polskiego w II Rzeczypospolitej i Polskich Sił Zbrojnych, kawaler Orderu Virtuti Militari.

## Życiorys
Urodził się w rodzinie Stanisława i Konstancji z Rosłonowiczów. W 1917 powołany do armii rosyjskiej i skierowany do szkoły oficerskiej w Piotrogrodzie. Po jej ukończeniu mianowany dowódcą plutonu w 149 pułku piechoty. Od listopada 1918 służył w 2 pułku strzelców 5 Dywizji Strzelców Polskich. Jesienią 1919 awansowany na stopień porucznika.
Od czerwca 1920, już w kraju, walczył z bolszewikami w szeregach 2 Syberyjskiego pułku piechoty. Pod Chmielowem zdecydowanym działaniem zapobiegł rozbiciu 2 baonu. Za bohaterstwo w walce odznaczony został Krzyżem Srebrnym Orderu Virtuti Militari.
Po wojnie pozostał w zawodowej służbie wojskowej. Do 1927 dowodził kompanią 83 pułku piechoty, a od jesieni 1927, w stopniu kapitana był referentem w Departamencie Piechoty MSWojsk. W 1929 powrócił do 83 pułku piechoty, objął stanowisko dowódcy kompanii a później adiutanta pułku. W 1930 został skierowany na studia do Wyższej Szkoły Wojennej. Po jej ukończeniu wykładał w Szkole Podchorążych dla Podoficerów w Bydgoszczy. Od 1934 był kierownikiem Samodzielnego Referat „Rosja” w Wydziale Studiów Oddziału II Sztabu Głównego. 27 czerwca 1935 został mianowany majorem ze starszeństwem z 1 stycznia 1935 roku i 27. lokatą w korpusie oficerów piechoty.
W kampanii wrześniowej był szefem Oddziału II dowództwa Armii „Prusy””. 25 września trafił do sowieckiej niewoli. Zwolniony na podstawie Układu Sikorski-Majski, został wyznaczony na stanowisko zastępcy szefa Oddziału II Polskich Sił Zbrojnych w ZSRR. W grudniu 1941 awansował na stopień podpułkownika i objął stanowisko szefa Oddziału II. Od 30 czerwca 1944 był oficerem do zleceń dowódcy 2 Korpusu Polskiego. W listopadzie tegoż roku został zastępcą dowódcy 2 Brygady Strzelców Karpackich. 1 stycznia 1945 mianowany pułkownikiem.
Po wojnie pozostał na Zachodzie. Mieszkał w Londynie i tam na cmentarzu Mortlake został pochowany.

## Ordery i odznaczenia
- Krzyż Srebrny Orderu Virtuti Militari nr 938[6]
- Krzyż Walecznych (trzykrotnie)[5]
- Złoty Krzyż Zasługi z Mieczami[5]
- Złoty Krzyż Zasługi (10 listopada 1938)[7][5]
- Medal Niepodległości (2 sierpnia 1931)[8][5]
- Srebrny Krzyż Zasługi (10 listopada 1928)[9][5]
- Krzyż Pamiątkowy Monte Cassino nr 533[6]
- Krzyż Oficerski Orderu Imperium Brytyjskiego (Wielka Brytania, 30 czerwca 1945)[6]
- Oficer Legii Zasługi (USA, 22 stycznia 1948)[6]